# Florian Schneider
Florian Schneider-Esleben, född 7 april 1947 i Öhningen, Baden (i nuvarande Baden-Württemberg), död 21 april 2020 i Düsseldorf i Nordrhein-Westfalen, var en tysk musiker och kompositör. Han var medgrundare till det mycket inflytelserika bandet Kraftwerk 1970.

## Biografi

### Tidig karriär (1949–1967)
Florian Schneider-Esleben föddes den 7 april 1947 i Öhningen vid Bodensjön. Han var son till arkitekten Paul Schneider-Esleben och hette följaktligen ursprungligen Schneider-Esleben men började kalla sig enbart Schneider kring 1972. Modern Eva Maria, född Van Diemen-Meyerhof och dotter till liedsångerskan och skådespelaren Ursula van Diemen, var poet. När Florian Schneider var tre år gammal flyttade familjen till Düsseldorf. Hans huvudinstrument var från början tvärflöjt på vilken han är klassiskt skolad vid flera skolor i bland annat Düsseldorf och Remscheid. Han spelade även fiol och gitarr. Han studerade musikvetenskap i Köln. Under sin tidiga karriär var han gästmusiker hos Klaus Doldinger.

### Organisation (1967–1970)
Huvudartikel: Organisation (musikgrupp)

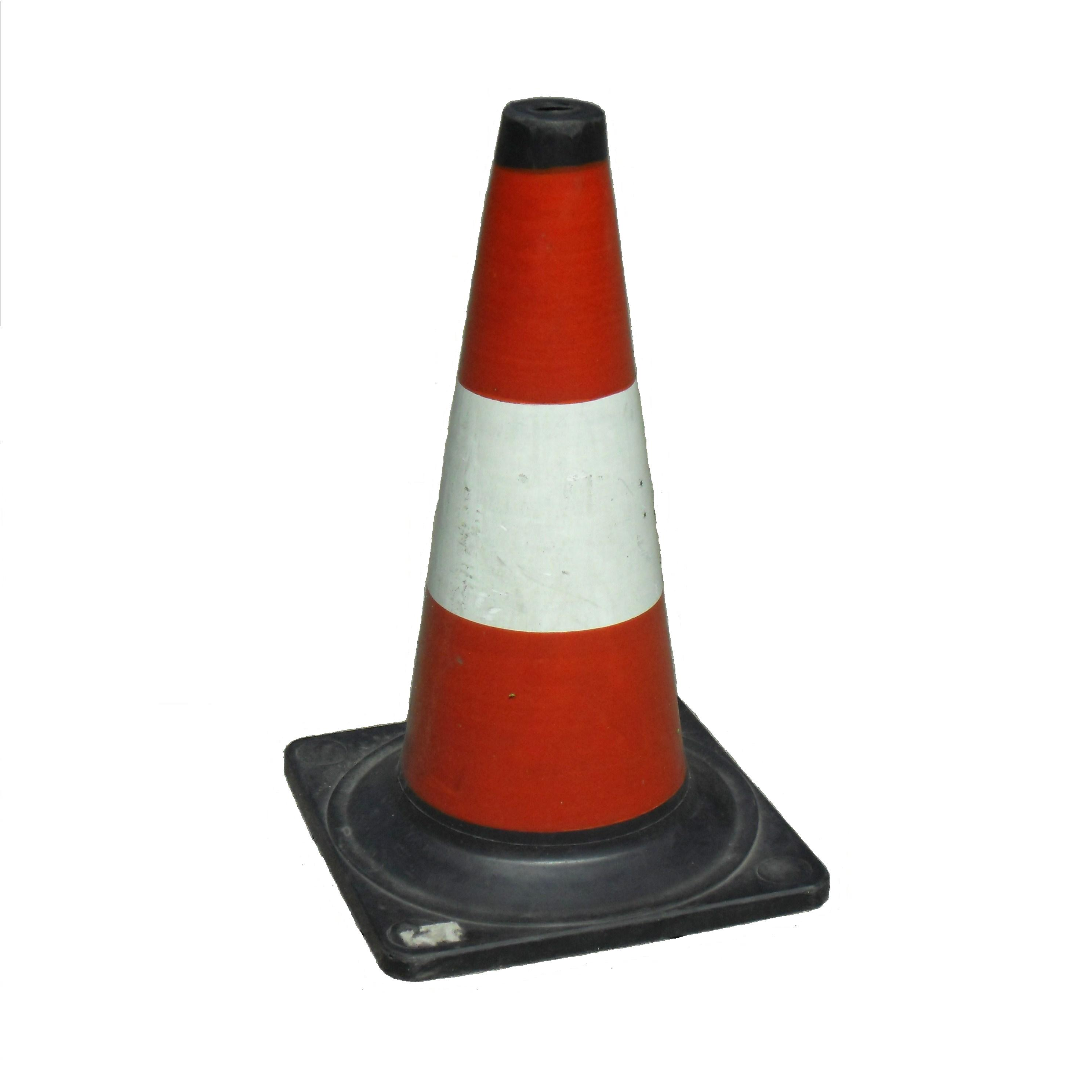
Trafikkonen som i stiliserad form förekommer på konvolutet till Kraftwerks tre första album.

År 1967 träffade han Ralf Hütter på en improvisationskurs vid Düsseldorfs musikkonservatorium. Tillsammans med andra musiker bildade de gruppen Organisation och gav ut albumet Tone Float 1970. Alfred Mönicks, en av bandets medlemmar, förklarade i en intervju att bandet redan kallade sig för Kraftwerk innan LP:n Tone Float spelades in, det vill säga 1969, men att skivbolaget RCA ansåg att det tyska namnet inte skulle fungera internationellt. I samma intervju berättar han även att Ralf Hütter och Florian Schneider ville att bandet skulle ge sig ut på en turné till USA och England, men att de andra medlemmarna istället ville slutföra sina studier och därmed hoppade av bandet.

### Kraftwerk (1970–2008)
Huvudartikel: Kraftwerk

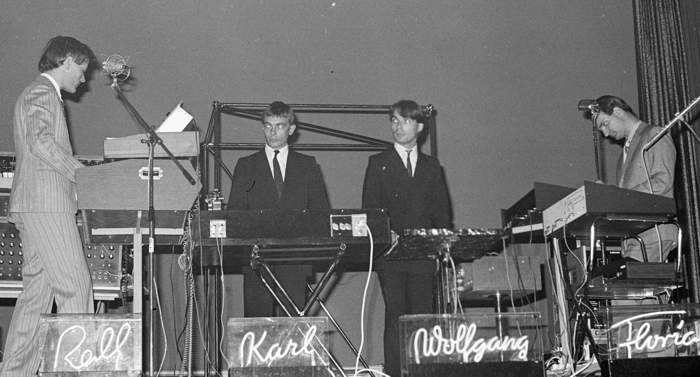
Kraftwerk under en konsert i Zürich den 3 oktober 1976 med den klassiska uppställningen: Ralf Hütter, Karl Bartos, Wolfgang Flür och Florian Schneider.

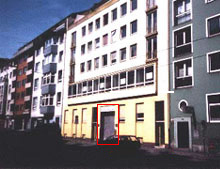
Kling Klang Studio i Düsseldorf.

Efter Organisation grundade han Kraftwerk med Ralf Hütter och släppte först tre album, mest med genre Krautrock men efter det närmade de sig den elektroniska musiken och har släppt totalt 12 album.
Schneider och Hütter hade sin bakgrund inom klassisk musik men ville med Kraftwerk fjärma sig från den och istället göra musik som lät som det samtida Tyskland. De kallade sig själva för "ljudkemister" och Schneider uppfann flera egna instrument, bland annat en elektronisk flöjt och en vocoder-liknande synthesizer kallad Robovox.
Kraftwerk blev mycket inflytelserika och kallades ibland för "de elektroniska Beatles". David Bowie döpte sin låt "V-2 Schneider" på albumet Heroes efter Florian Schneider.
1998 utnämndes Florian Schneider till professor i mediekonst och performance vid Staatliche Hochschule für Gestaltung i Karlsruhe.
Han lämnade förmodligen bandet redan den 21 november 2008, men det bekräftades först den 5 januari 2009 av bandets dåvarande fansajt, Technopop. Det är oklart varför han lämnade Kraftwerk.

### Sista åren och död
Mot slutet av sitt liv bodde Florian Schneider i Meerbusch-Büderich strax utanför Düsseldorf med sin dotter Lisa Schneider, född 1992.
Schneider dog i sviterna av cancer den 21 april 2020, 73 år gammal. Han begravdes den 7 maj 2020.

## Diskografi

### Album

#### Organisation (1970)
| År   | Album      |
| ---- | ---------- |
| 1970 | Tone Float |

#### Kraftwerk (1970–1973)
| År   | Album            |
| ---- | ---------------- |
| 1970 | Kraftwerk        |
| 1971 | Kraftwerk 2      |
| 1973 | Ralf und Florian |

#### Kraftwerk (1974–2008)
| Album | Album                       | Album                       |
| År    | Tysk Titel                  | Engelsk Titel               |
| ----- | --------------------------- | --------------------------- |
| 1974  | Autobahn                    | Autobahn                    |
| 1975  | Radioaktivität              | Radio-Activity              |
| 1977  | Trans Europa Express        | Trans-Europe Express        |
| 1978  | Die Mensch-Maschine         | The Man Machine             |
| 1981  | Computerwelt                | Computerworld               |
| 1983  | Techno Pop (aldrig utgiven) | Techno Pop (aldrig utgiven) |
| 1986  | Electric Cafe               | Electric Cafe               |
| 1991  | The Mix                     | The Mix                     |
| 2003  | Tour De France Soundtracks  | Tour De France Soundtracks  |